# Bernard Herbecq
 (décembre 2019).
 (octobre 2018).
Bernard Herbecq, né le 11 février 1950 à Bruxelles, est un architecte et créateur de mobilier belge.
Son architecture est dite organique et expressive<. Il est diplômé de l'Institut supérieur d'Architecture de la Ville de Liège, qui deviendra l'Institut supérieur d'Architecture Lambert Lombard, en 1974.

## Biographie

### Enfance et formation
Né à Bruxelles, Bernard Herbecq grandit dans la commune de Jette[réf. nécessaire].
Il étudie d'abord au Collège du Sacré-Cœur et fait ensuite une partie de ses humanités au collège Saint Pierre (section gréco-latines).
Pendant ses vacances scolaires, il séjourne en région liégeoise dans la famille de ses parents. Il y découvre notamment le travail manuel grâce à son oncle, ingénieur industriel, qui y possède un atelier. Cette révélation aura un impact sur son approche de l’architecture, comme il l’affirme lui-même :  « Étant gosse, je bricolais déjà beaucoup. Cela déteint sur l'architecture ».
Au vu de l’intérêt important qu’il porte aux activités manuelles et au bricolage, il arrête l’enseignement général en 1965 au profit d’humanités artistiques à l’institut Saint-Luc de Bruxelles. Échouant en fin d’année, il décide de se réorienter en 1966 dans la section dessin d’architecture où il réussit ses trois années. Il entre ensuite en 1969 à l’I.S.A. Lambert Lombard dont il est diplômé en 1974.
Bernard Herbecq porte un grand respect et une reconnaissance particulière à deux de ses professeurs, Jacques Gillet et Michel Boulanger[réf. nécessaire]. À leur cours respectif, le premier cité propose comme exercice préalable, la construction de cabanes tandis que le deuxième soumet un travail de construction de mobilier.

### Carrière architecturale
Il ira ensuite chez Jean Maquet à Liège puis chez Guy Ciplet à Huy. Ces collaborations auront peu d’influence sur les pratiques architecturale d’Herbecq. 
Il réalise des meubles avec comme logique constructive des assemblages simples qui s’écartent des assemblages traditionnels utilisés en menuiserie. 
Dans une époque portée par différents mouvements : hippie, l’écologie, l’auto-construction, , etc. lui et sa femme (aidés de leur ami Gilles Préat) vont se lancer dans l’élaboration de leur maison personnelle à Jehay de 1979 à 1981. 
Dans les mois qui suivent, Herbecq préfère se faire embaucher comme homme d’ouvrage plutôt que de chercher de l’emploi dans un bureau d’architecture. Le travail de bureau n’étant pas le reflet de sa personnalité[réf. nécessaire], il favorise les tâches manuelles et travaille sur des petites extensions d’habitation dans la commune de Jehay.
Quelque temps après sa réalisation, la maison personnelle située à Jehay est reprise dans plusieurs textes, revues et ouvrages d’architecture à l’échelle internationale. À la suite de cette mise en lumière, les commandes de petits projets affluent peu à peu pour Herbecq. Il commence avec le projet d’habitation Hertay à Spa, enchaine avec l’atelier de sérigraphie Loyens à Embourg ainsi qu’avec l’extension de l’atelier du peintre Jean Pierre Ransonnet à Tilff. C’est lors de ces entreprises qu’il commence à trouver sa propre identité architecturale.
Herbecq ne fait pas que des exécutions pour particuliers, il reçoit des commandes pour des rénovations aux programmes commerciaux et culturel : l’espace de mobilier contemporain Desiron Lizen et la Tour Romane d’Amay pour laquelle il reçut un Belgian Architectural Award en 1990.
Après une dizaine d’années passées à la campagne, Herbecq et sa famille retournent habiter en ville. Étant à la recherche d’une nouvelle maison privée, il tombe sous le charme d’une ancienne morgue de l’hôpital des Anglais, dans laquelle il voit directement un réel potentiel. Herbecq se lance dans la reconversion de celle-ci en 1989. Ce projet apparaît enrichi de ses précédentes réalisations et peut donc être compris comme la synthèse de ceux-ci. À la suite de ce projet, Herbecq travaille sur différentes habitations : Lonneux à Olne, Marchal à Tihange, et enfin Cosentino à Xhoffraix.
En 1995, il réalise un ensemble de logements et de commerces au sein de l’ilot Saint Michel et l’aménagement de la promenade des coteaux de la Citadelle de Liège de 2004 à 2007. Durant le reste de sa carrière, il réalisa principalement des extensions et des logements pour privés.

### Fonctions
Outre ses réalisations architecturales et ses création de mobilier, Herbecq fut professeur à l’institut supérieur Lambert-Lombard dès septembre 1991. D’abord chargé de donner cours en atelier de projet d’architecture en première et deuxième années, il donnera par la suite d’autre cours pratiques au sein de l’institut et au sein de la faculté d’architecture de Liège jusqu’en 2015.[réf. nécessaire]

## Réalisations majeures

### Habitation personnelle en auto-construction à Jehay (1979-1980)

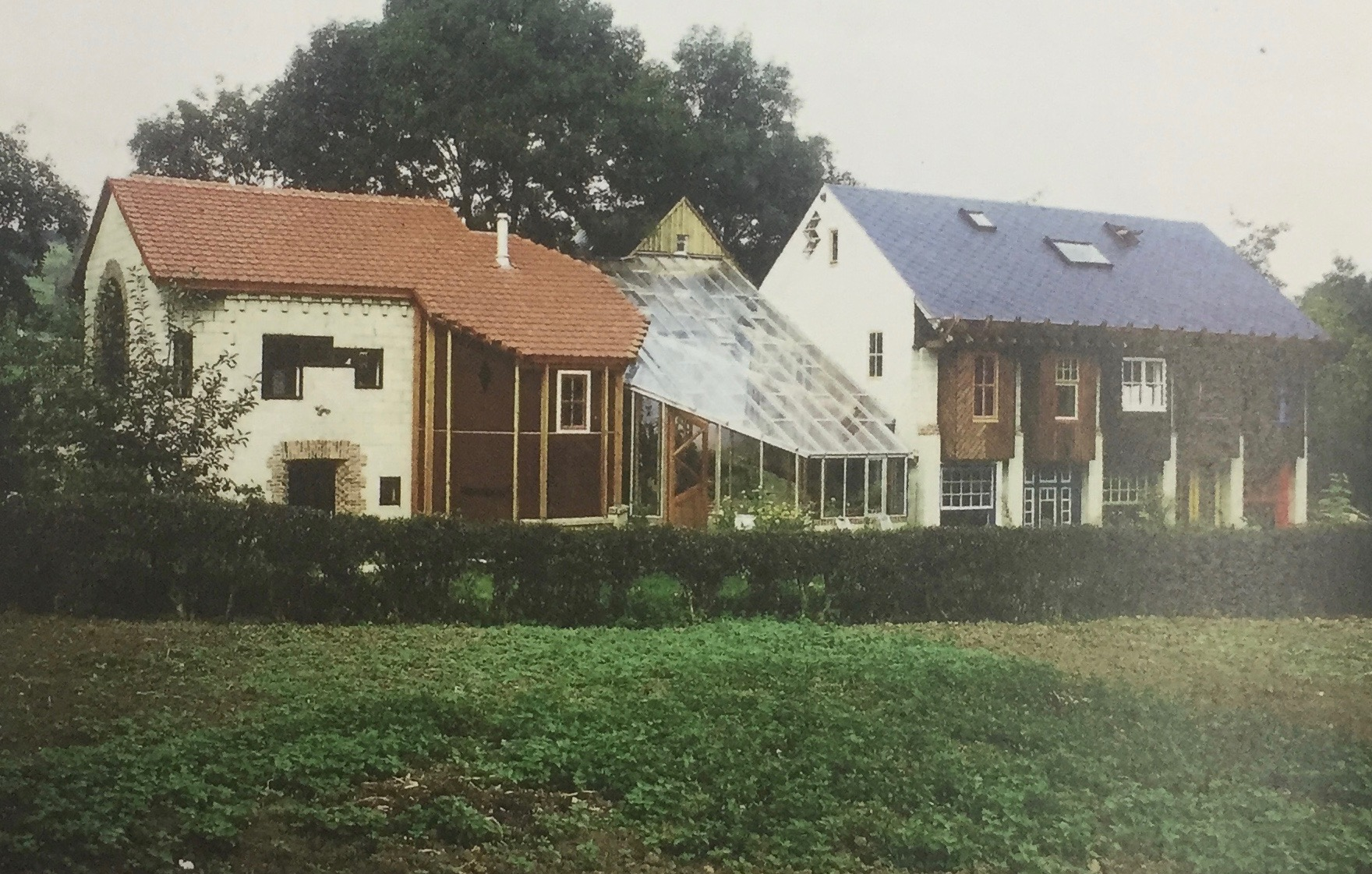
Anne Van Loo, Dictionnaire de l'architecture en Belgique de 1830 à nos jours, Anvers, Fonds Mercator, 2003, p. 374

La maison est typique d’une époque post mai 68 (période de révolte), elle est caractérisée par une architecture organique qui s’inspire et s’insère parfaitement dans le milieu naturel,.

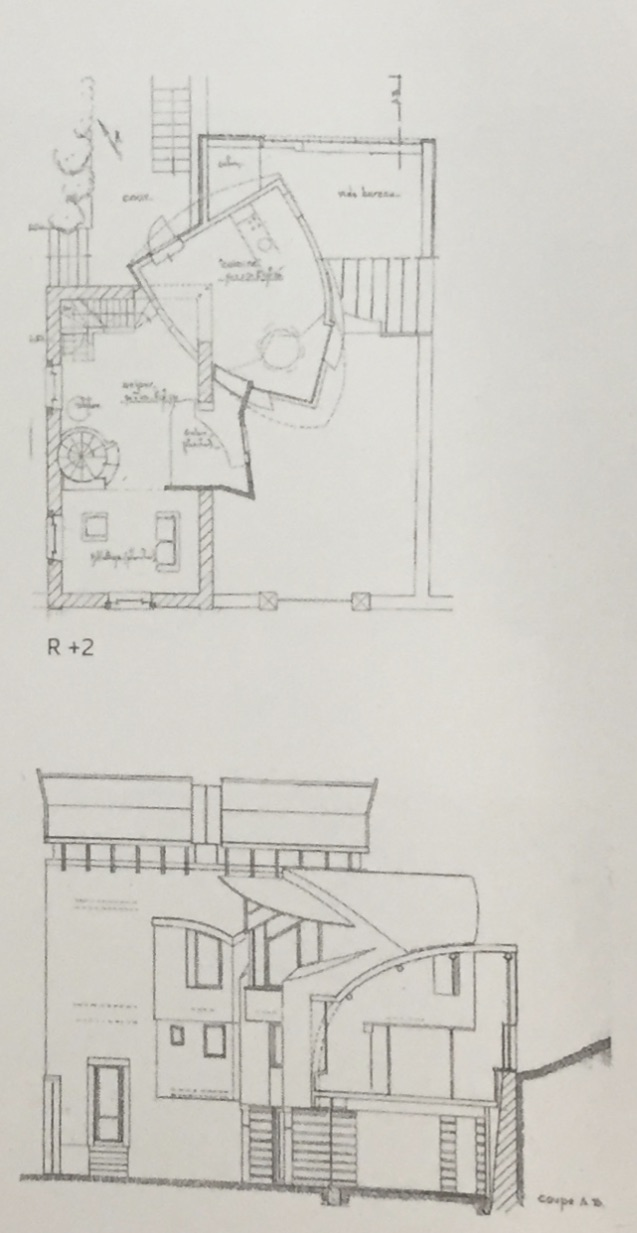
Anne Van Loo, Dictionnaire de l'architecture en Belgique de 1830 à nos jours, Anvers, Fonds Mercator, 2003, p.90

## Prix et distinctions
- Prix Jeune talent Catégorie Arts plastiques, Province de Liège- Meubles (1987)
- Belgian Architectural Award - Rénovation de la Tour romane, Amay (1990)
- Prix de l'habitat dans le cadre du prix de l'Urbanisme de la Ville de Liège - Rénovation de l'ancienne morgue de l'hôpital des Anglais, Liège (1992)
- Belgian Architectural Award - Habitation Haine, Longpré (1998)
- Prix spécial du Jury dans le cadre du prix de l'Urbanisme de la Ville de Liège - Îlot Saint Michel (prix attribué à l'équipe d'auteurs de projets coordonnée par Claude Strebelle) (2000)
- Chevalier des Arts et des Lettres de la République française sur proposition de Claude Parent (2002).